# André Aune
Pour les articles homonymes, voir Aune (homonymie).
André Aune, alias Berthier, né le 30 avril 1899 à Marseille et mort à Signes (Var) le 18 juillet 1944, était un résistant français, chef départemental de l'A.S. (Armée secrète) à Marseille.

## Biographie
Lors de la Première Guerre mondiale, il est engagé volontaire le 28 avril 1917, à l'âge de dix-huit ans, au 6e bataillon de chasseurs alpins. Il fait ensuite partie des troupes d'occupation en Allemagne.
De retour en France, il se lance dans le commerce et acquiert une compétence reconnue parmi les courtiers huiliers et savonniers. En 1939, à la déclaration de guerre, il fait partie de la mission technique envoyée à Londres pour organiser le ravitaillement en graines oléagineuses de la France. Il revient à Marseille après l'armistice du 22 juin 1940.
À son retour d'un séjour à Dakar en 1941, il met sa propriété et sa fortune au service de la Résistance dont il devient un membre actif sous le nom de Berthier. Il crée avec Albert Chabanon, alias Valmy, le journal clandestin « Le Marseillais ». En janvier 1944, il est nommé, sous le nom de Marceau, chef départemental de l'Armée secrète.
À la suite d'une dénonciation, il est arrêté par la Gestapo le 13 juillet 1944 en même temps que René Mariani et Jean Lestrade. Il est torturé, puis fusillé à Signes cinq jours plus tard aux côtés de 28 de ses camarades.
Une voie du 6e arrondissement de Marseille, le boulevard André-Aune, porte son nom.

## Décorations
- Médaille de la Résistance française avec rosette à titre posthume (24 avril 1946)[2]